# Bruno Soares
Bruno Soares, född 27 februari 1982 i Belo Horizonte, Brasilien, är en professionell tennisspelare från Brasilien.
Bruno Soares högsta rang på ATP singelranking var nummer 221, vilken han uppnådde den 22 mars 2004. I dubbel är hans bästa plats nummer 14, som uppnåddes 4 maj 2009. Han har även vunnit tre Grand Slamtitlar i mixed dubbel, två i US Open (2012, 2014), och en i Australiska öppna (2016). Han var den tredje tennisspelaren från Brasilien att uppnå detta, efter Maria Bueno och Thomaz Koch.